# Monument torreà de Foce
El monument torreà de Foce és un jaciment prehistòric de l'edat del bronze que es troba a Argiusta-Moriccio, a la vall del Taravo, a Còrsega del Sud. Les restes d'aquesta torre són típics de la cultura torreana.

## Història
El jaciment l'excavà per primera vegada l'arqueòleg Roger Grosjean la tardor del 1957. El 2001, l'INRAP hi feu una nova campanya d'excavacions. El jaciment fou classificat com a monument històric per decret del 16 d'abril del 2021.
El jaciment conté una sola «torre», d'uns 18 m de diàmetre en la base. Originàriament tenia dos pisos i uns 15 m, dels quals només resta la part inferior, de quasi 3 m d'alçada. L'única entrada està orientada al sud. S'obri a una sala central amb tres cambres cegues situades en cada cantonada, en el gruix del mur, i una rampa que duu al pis de dalt.
La torre data de l'edat del bronze mitjà. El material arqueològic trobat in situ (fragments de gerres i vaixella, pedres de molí, un gra de vidre d'origen oriental) suggereix que s'usava amb fins domèstics. Durant l'Antiguitat, fou parcialment destruïda i reutilitzada com a lloc d'enterrament.